# USA Gymnastics
United States of America Gymnastics (Gimnàstica dels Estats Units d'Amèrica) (USA Gymnastics o USAG) és l'òrgan de govern nacional de la gimnàstica als Estats Units. Fundada el 1963 com la U.S. Gymnastics Federation (Federació de Gimnàstica dels Estats Units) (USGF), USA Gymnastics és responsable de seleccionar i entrenar els equips nacionals per als Jocs Olímpics i els Campionats del Món. La missió revisada del 2018 de USA Gymnastics se centra a "crear una cultura que empoderi i doni suport als seus atletes i se centra en la seva màxima prioritat, la seguretat i el benestar dels atletes". La USAG estableix les regles i polítiques que regeixen l'esport de la gimnàstica, incloent "la promoció i el desenvolupament de la gimnàstica a nivell nacional i de base, així com un entorn d'entrenament segur, empoderat i positiu, i servir com a centre de recursos per a membres, clubs, aficionats i gimnastes arreu dels Estats Units".
Els programes governats per la USAG són:
- Gimnàstica artística femenina (WAG)
- Gimnàstica artística masculina (MAG)
- Gimnàstica rítmica
- Trampolí i túmbling (T&T)
- Gimnàstica acrobàtica
- Gimnàstica aeròbica (designada com a disciplina de gimnàstica per l'organisme internacional, la FIG)
- Gimnàstica de grup / Gimnàstica per a tots

El programa artístic femení, que inclou els aparells de salt, barres asimètriques, barra d'equilibri i exercici de terra, s'ha fet molt conegut gràcies a la celebració de múltiples competicions televisives nacionals cada any. Entre els esdeveniments del programa artístic masculí s'inclouen exercici de terra, cavall amb arcs, anelles, salt, barres paral·leles i barra fixa.
El 5 de novembre de 2018, el Comitè Olímpic i Paralímpic dels Estats Units (USOPC) va anunciar que començava el procés per descertificar l'USAG com a òrgan de govern nacional de la gimnàstica. Això va seguir a les investigacions i processaments federals relacionats amb dues dècades d'abús sexual generalitzat per part d'entrenadors, gimnasos i altres elements supervisats per USAG, un escàndol del que es va informar per primera vegada el 2016. Un mes després, USAG es va declarar en fallida.

## Història
L'organització es va establir el 1963 com a U.S. Gymnastics Federation.
La necessitat d'un òrgan de govern havia començat a aparèixer als Jocs Panamericans de 1959, quan es va desenvolupar la fricció entre els organitzadors dels Jocs, la Unió Atlètica Amateur i el Comitè Olímpic de Gimnàstica. La NCAA també estava insatisfeta i va demanar a l'Associació Nacional d'Entrenadors de Gimnàstica que comencés a planificar un nou òrgan de govern nacional. La Federació de Gimnàstica dels Estats Units es va establir el 1963. Tanmateix, la resistència de l'AAU, que va dubtar a renunciar al control sobre la gimnàstica, i altres factors van fer que la nova federació no fos reconeguda internacionalment com a òrgan de govern de la gimnàstica nord-americana fins al 1970.
L'organització va ser rebatejada com USA Gymnastics el 1993.

## Seleccions nacionals
- Selecció nacional femenina de gimnàstica dels Estats Units - Fundada el 1982
- Selecció nacional de gimnàstica masculina dels Estats Units - Fundada el 1998

## Escàndol d'abús sexual
El 2018, Larry Nassar, que va ser el metge de l'equip nacional durant quatre cicles olímpics, es va declarar culpable d'abusar sexualment de més de 300 atletes, incloses les medalles d'or olímpiques Aly Raisman i Jordyn Wieber. Després de la seva condemna, el Comitè Olímpic i Paralímpic dels Estats Units (USOPC) va amenaçar amb descertificar USA Gymnastics tret que tota la junta dimitís. USA Gymnastics va complir i els 21 membres de la junta van dimitir el 26 de gener. La medallista olímpica McKayla Maroney ha presentat una querella al·legant que USA Gymnastics li va pagar perquè callés sobre els abusos de Nassar. Els gimnastes han demanat que els que protegien Nassar, inclòs l'USOPC i USA Gymnastics, siguin responsables de les seves accions.
El 2016, USA Gymnastics va encarregar a un antic fiscal federal dels Estats Units que elaborés recomanacions per reformar les seves polítiques relacionades amb la mala conducta sexual; el seu informe incloïa 70 recomanacions. Entre aquests hi havia l'eliminació del "representant de l'esportista" del comitè de selecció olímpic, perquè els atletes tinguessin menys por a denunciar els abusos.
USA Gymnastics va tallar els llaços amb el ranxo Karolyi arran de l'escàndol, després que diverses gimnastes diguessin que havien estat abusades per Nassar a les instal·lacions. El ranxo, gestionat per Béla Károlyi i la seva dona, l'antiga coordinadora de l'equip nacional Márta Károlyi, havia estat el Centre d'entrenament oficial de l'equip nacional femení dels EUA des de 2001.
El 2016, Valeri Liukin, medallista olímpica soviètica i propietaria de l' Acadèmia Mundial de Gimnàstica Olímpica, va substituir Márta Karolyi com a coordinadora de l'equip nacional femení. Liukin va renunciar al càrrec el 2018 a causa de la seva participació en l'escàndol d'abús sexual.
El 5 de novembre de 2018, l'USOPC va anunciar que començava el procés per descertificar l'USAG com a òrgan de govern nacional de la gimnàstica als Estats Units. Un mes després, USA Gymnastics es va declarar en fallida.

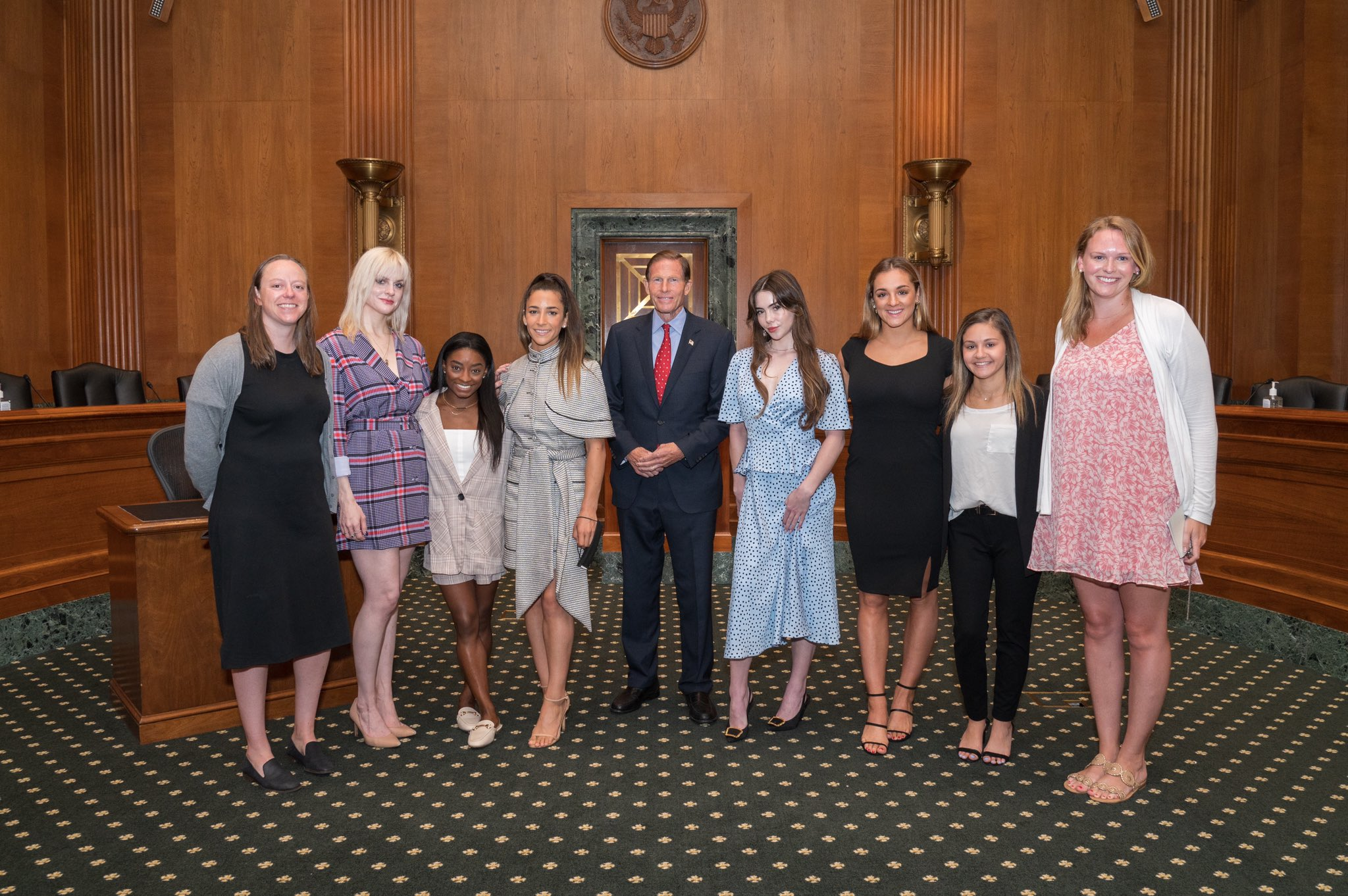
el senador Richard Blumenthal amb diverses denunciants de l'escàndol incloent Jessica Howard, Simone Biles, Aly Raisman, McKayla Maroney i Maggie Nichols.

El 31 d'octubre de 2020, l'aleshores president dels Estats Units, Donald Trump, va signar la Llei d'empoderament dels atletes olímpics, paralímpics i amateurs. Presentat per primera vegada al Senat dels Estats Units el 30 de juliol de 2019 pel senador republicà de Kansas, Jerry Moran, i copatrocinat pel senador demòcrata de Connecticut, Richard Blumenthal, el projecte de llei va rebre suport bipartidista i es va aprovar per unanimitat a la Cambra de Representants dels Estats Units el 29 d'octubre de 2020. Amb el nou projecte de llei, els atletes van obtenir una major protecció contra els abusos, inclòs l'abús sexual, per part d'entrenadors i empleats dels esports olímpics i paralímpics, a més d'una major representació en els rols de presa de decisions. Arran de les revelacions de Larry Nassar, el Comitè Olímpic i Paralímpic dels Estats Units va augmentar el finançament del Centre per a SafeSport dels Estats Units de 4,5 milions de dòlars a 7,5 milions de dòlars el 2019 i va començar a treballar en la reforma per cobrir almenys la meitat dels escons a les juntes i comitès de l'USOPC amb atletes actuals i antics, inclosos els òrgans de govern nacionals (NGB) per a esports individuals, com ara USA Gymnastics i USA Swimming, creen una millor supervisió de les organitzacions esportives afiliades, faciliten que els atletes denuncïin les seves inquietuds i proporcionen una major transparència pressupostària. La Llei d'apoderament d'esportistes olímpics, paralímpics i aficionats va augmentar el finançament de la federació per al Center for SafeSport dels Estats Units a 20 milions de dòlars, va donar a l'USOPC l'autoritat exclusiva per respondre a l'abús sexual i les denúncies sexuals de mala conducta dins de l'USOPC i els NGB, va establir un comitè bipartidista per fer una revisió completa de l'USOPC, i va habilitar el Congrés dels Estats Units per dissoldre l'USOPC i descertificar els NGB si no segueixen les reformes. Després de la signatura, el senador Moran i el senador Blumenthal van emetre una declaració conjunta, acreditant als supervivents, col·legues i defensors d'esportistes que van viatjar a Washington per compartir les seves històries i exigir canvis per fer-ho possible.
El 25 de febrer de 2021, l'estat de Michigan va acusar l'exentrenador de gimnàstica dels EUA John Geddert de 24 delictes, inclosos tràfic de persones i treballs forçats, agressió sexual de primer grau, agressió sexual de segon grau, extorsió i mentides a la policia. Geddert va ser l'entrenador de la selecció dels Estats Units als Jocs Olímpics de Londres de 2012 i estava estretament afiliat a Larry Nassar. Geddert es va suïcidar el mateix dia.
El 14 de maig de 2021, el Centre per a SafeSport dels Estats Units va suspendre l'entrenador francès Jean-Luc Cairon de qualsevol contacte amb atletes i clubs i membres de la gimnàstica dels EUA mentre investigava les denúncies contra ell, i va ser ingressat a la disciplina disciplinaria centralitzada de SafeSport. Base de dades de denúncies de mala conducta. Cairon va ser arrestat, alliberat sota fiança, va mostrar la intenció de fugir de la jurisdicció del tribunal en sortir dels Estats Units i va ser condemnat a 25 anys de presó per declaració de culpabilitat. Cairon va morir a la presó mentre complia la seva condemna, el 26 de febrer de 2022, a l'edat de 60 anys.